# Falda masculina

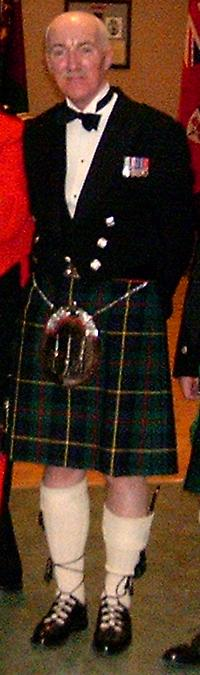
Kilt

El uso de faldas es considerado como femenino en las sociedades modernas, pero en algunos contextos han sido también usadas por varones.
Es más común en Escocia, donde los hombres usan un tipo especial de falda de tela entramada en tartán (a cuadros) llamada falda escocesa o kilt.

## Trasfondo
A principios de la época victoriana hubo un declive en el uso de la vestimenta con colores llamativos y lujosos para hombres, prefiriendo la sobriedad en el vestir. A mediados del siglo XX, la vestimenta masculina occidental estándar estaba conformada principalmente por el traje completo formado por chaqueta, corbata y pantalón.
En la década de 1960 empezó un rechazo entre los más jóvenes hacia la moda preestablecida en Occidente, tanto para hombres y mujeres. La tendencia hacia lo unisex tenía la intención de acabar con las diferencias entre hombres y mujeres. En la práctica, las mujeres querían usar ropa masculina (por ejemplo: camisas y pantalones) pero los hombres raramente fueron tan lejos como para usar ropa tradicionalmente femenina. Lo más lejos que pudo llegar un varón joven a finales de los años 1960 fue a usar pantalones aterciopelados, camisas y corbatas floreadas o adornadas y cabello largo.
El artista Gustavo del Río creó primera la minifalda para hombre en 1967, durante la performance body-art, La obra soy yo.
En la década de 1980, unas cuantas celebridades masculinas llegaron a usar falda y diseñadores de moda como Jean Paul Gaultier, Giorgio Armani, John Galliano, Kenzō Takada, Rei Kawakubo y Yohji Yamamoto intentaron promover la idea del uso de falda en hombres.
Los kilts y derivados de esta siguen siendo utilizados actualmente en Escocia. La fustanela en Grecia, el sarong en Malasia e Indonesia, los dhoti en la India, los djellaba y los caftanes en el norte de África, los kimonos en Japón y las sotanas que usan los sacerdotes cristianos de todas las denominaciones, son ejemplos modernos de vestimentas no bifurcadas para hombres.
A partir de la década del 2010 se puso de moda en países como Japón el uso de minifaldas y microfaldas por parte de hombres jóvenes, ya sea por diversión (crossplay), fetichismo, etc. Normalmente estas tienden a tener un estampado de colegiala.
Siguiendo esa tendencia, importantes firmas de moda pusieron a la venta faldas para hombres. No obstante, algunos críticos han visto una motivación política detrás de estas modas.